# Кур де Пиј
Кур де Пиј (фр. Cours-de-Pile) насеље је и општина у југозападној Француској у региону Аквитанија, у департману Дордоња која припада префектури Бержерак.
По подацима из 2011. године у општини је живело 1500 становника, а густина насељености је износила 138,76 становника/km². Општина се простире на површини од 10,81 km². Налази се на средњој надморској висини од 44 метара (максималној 101 m, а минималној 17 m).

## Демографија
| 1962. | 1968. | 1975. | 1982. | 1990. | 1999. | 2011. |
| ----- | ----- | ----- | ----- | ----- | ----- | ----- |
| 572   | 628   | 868   | 1.203 | 1.329 | 1.300 | 1.500 |

График промене броја становника у току последњих година